# UFC on Fox: Teixeira vs. Evans
UFC on Fox: Teixeira vs. Evans (Também conhecido como UFC on Fox: 19)  foi um evento de artes marciais mistas promovido pelo Ultimate Fighting Championship, ocorrido em 16 de abril de 2016 no Amalie Arena em Tampa, Flórida.

## Background
A luta principal será  entre Khabib Nurmagomedov contra Tony Ferguson, pela categoria Peso Leve, Especula-se que o vencedor ser tornara o desafiante N° 1  Pelo Cinturão Peso Leve do UFC.
Mauricio Rua era esperado para enfrentar Rashad Evans no evento, porém, uma lesão o tirou do evento e Glover Teixeira foi chamado para substituí-lo. 
Tony Ferguson era esperado para enfrentar Khabib Nurmagomedov no evento principal, porém, devido a problemas de saúde ele deixou o evento e com isso a luta entre Glover Teixeira e Rashad Evans foi promovido a luta principal.
Após a pesagem, o UFC foi informado pela USADA que o atleta Islam Makhachev havia violado a política anti-doping, ele recebeu uma suspensão provisória e foi removido de seu combate programado contra Drew Dober. 

## Bônus da Noite
Os lutadores receberam $50.000 de bônus
- Luta da Noite:  Elizeu dos Santos vs.  Omari Akhmedov
- Performance da Noite:   Glover Teixeira e  Michael Chiesa